# 艾倫 (印第安納州)
艾倫（英語：Allen）是位於美國印地安納州艾倫縣的一個非建制地區。該地的面積和人口皆未知。

## 地理
艾倫的座標為41°12′00″N 85°11′45″W / 41.20000°N 85.19583°W，而該地的平均海拔高度為255米（即837英尺）。